# Flodpärlmusslor
Flodpärlmusslor (Margaritiferidae) är en familj av musslor. Enligt Catalogue of Life ingår Flodpärlmusslor i ordningen Unionoida, klassen musslor, fylumet blötdjur och riket djur, men enligt Dyntaxa är tillhörigheten istället ordningen Palaeoheterodonta, klassen musslor, fylumet blötdjur och riket djur. Enligt Catalogue of Life omfattar familjen Margaritiferidae 5 arter.
Kladogram enligt Catalogue of Life och Dyntaxa:
| Flodpärlmusslor | \| \| Cumberlandia \| \| \| \| \| \| Margaritifera \| \| \| \| |
|                 | \| \| Cumberlandia \| \| \| \| \| \| Margaritifera \| \| \| \| |
|                 | Hyriidae                                                       |
|                 |                                                                |
|                 | målarmusslor                                                   |
|                 |                                                                |
|                 | Cumberlandia                                                   |
|                 |                                                                |
|                 | Margaritifera                                                  |
|                 |                                                                |

|  | Cumberlandia  |
|  |               |
|  | Margaritifera |
|  |               |

## Bildgalleri

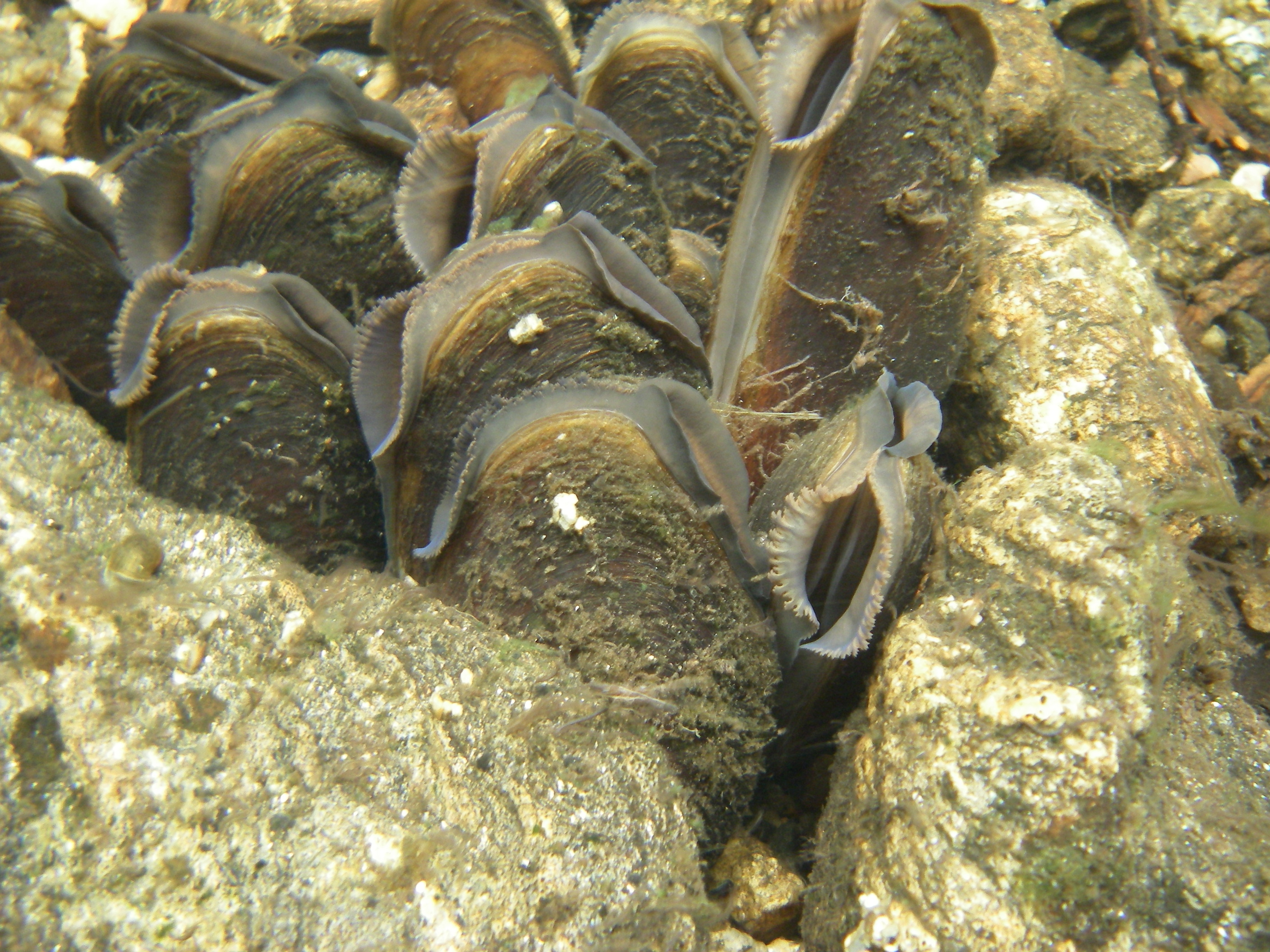
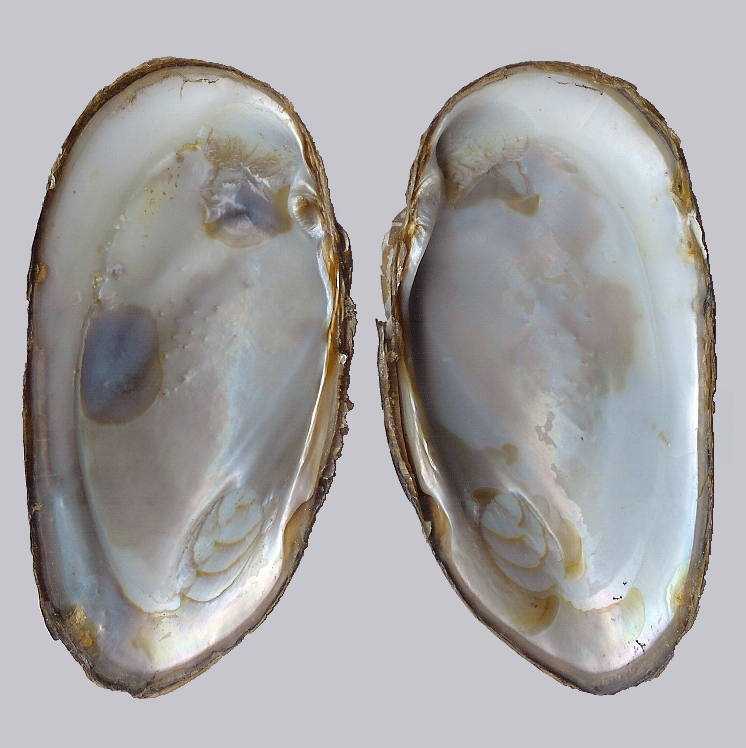